# Begraafplaats van Rochefort
De Begraafplaats van Rochefort is een gemeentelijke begraafplaats in de Belgische stad Rochefort. De begraafplaats ligt aan de Rue de Ciney op ruim 1 km ten zuidoosten van het centrum (Église de Notre-Dame de la Visitation). Ze heeft een rechthoekig grondplan en bestaat uit een oud en een nieuw gedeelte die omgeven worden door een natuurstenen of een bakstenen muur. De toegang bestaat uit een dubbel traliehek tussen natuurstenen zuilen.  

## Brits oorlogsgraf
In het oude gedeelte ligt centraal tegen de westelijke rand het graf van de Britse soldaat James Randle. Hij maakte deel uit van het The Parachute Regiment, A.A.C. en was 32 jaar toen hij door een ongeval stierf op 9 januari 1945.
Zijn graf wordt onderhouden door de Commonwealth War Graves Commission en staat er geregistreerd onder Rochefort Communal Cemetery.